# Апамеја (Сирија)
Апамеја (арап. أفاميا или آفاميا, Афамиа) је бивши римски град чије се добро очуване рушевине налазе у данашњоиј сјеверозападној Сирији, околи 55 km северозападно од Хаме, на десној обали Оронта.

## Историја
Пре доласка трупа Александра Великог у Сирију је био познат под називом Фарнака. Александар га је преминовао у Пела у свом родном месту. Након његове смрти је тим подручјем завладао његов војсковођа Селеук I Никатор, оснивач Селеукидског царства. Он га је по својој супрузи, персијској принцези Апами, преименовао у Апамеја. Под мњеговом влашћу се град брзо развио у важан војни гарнизон, али и економско средиште. Град је нарастао на 120.000 становника, а економија се темељила на бројним ергелама од 30.000 коња, као и објектима за дресуру 500 бојних слонова.
Године 64. п. н. е. је за време трећег митридатског рата Апамеју заузео римски војсковођа Помпеј и отада је био под влашћу римске државе. Римљанима је град идаље служио и наставио је да се развија као важна војна база. Године 115. је за време владавине цара Трајана Апамеју погодио катастрофалан земљотрес, што је римске цареве све до Марка Аурелија натерало да улажу велика средства у његову обнову. Ти напори су уродили плодом, па је број становника нарастао на пола милиона, а Апамеја постала и важно културно средиште, посебно значајно због развитка неоплатонистичке филозофске школе, односно миешања Платонове филозофије са оријенталним елементима.
Апамеја је свој развој наставила и под Византијом, поставши средиште епископије као и провинције Сирија Секунда. Године 540. су тај део Сирије су напали Персијанци, а затим заузели Алеп, Антиохију а на кратко и Апамеју. Године 612. Перзијанци су поновно заузели град, одакле су Византијци успели да их отерају 628 године. Њих су, међутим, отерали арапски муслимани 636. након чега Апамеја постепено почиње да губи на свом значају. Године 1106. Град су освојиоли крсташи под Танкредом. Године 1149. крсташе је протерао Нуредин, а у средишту града, на месту некадашње античке акрополе, подигао тврђаву данас познату као Калат ел Мудик. Осам година касније, нови земљотрес је довео до потпуног напуштања град. Касније је Апамеја служила само као једна од караванских станица, а под турском влашћу и као станица на ходочашће у Меку.